# Mobile Mysticks
Mobile Mysticks byl profesionální americký klub ledního hokeje, který sídlil v Mobile ve státě Alabama. V letech 1995–2002 působil v profesionální soutěži East Coast Hockey League. Mysticks ve své poslední sezóně v ECHL skončily v základní části. Své domácí zápasy odehrával v hale Mobile Civic Center s kapacitou 10 112 diváků. Klubové barvy byly fialová, zlatá a zelená.
Zanikl v roce 2002 přestěhováním do Duluthu, kde byl založen tým Gwinnett Gladiators.

## Přehled ligové účasti
Zdroj: 
- 1995–1997: East Coast Hockey League (Jižní divize)
- 1997–2002: East Coast Hockey League (Jihozápadní divize)